# Établissement public de santé national de Fresnes
Ne doit pas être confondu avec Centre pénitentiaire de Fresnes.
L'établissement public de santé national de Fresnes (EPSNF), parfois appelé hôpital pénitentiaire de Fresnes, est un établissement public de santé et un établissement pénitentiaire français situé à Fresnes, dans le Val-de-Marne, en région Île-de-France.  
Créé sous sa forme actuelle en 1995, héritier de l'infirmerie centrale des prisons de la Seine, il est placé sous la double tutelle du ministère de la Justice et du ministère de la Santé. Il accueille exclusivement des patients détenus et ses bâtiments sont situés sur le domaine du centre pénitentiaire de Fresnes. 

## Histoire et organisation

### Histoire
Construite en même temps que les prisons de Fresnes, en 1898, l'infirmerie centrale des prisons de la Seine est destinée à accueillir les détenus ayant à subir de graves interventions médicales. À son ouverture, elle comprend 110 chambres-cellules réparties au sein d'un bâtiment unique de deux étages et permet si besoin d'isoler les patients contagieux. Le personnel médical est à l'époque constitué de religieuses assistées par des détenus, et ce jusqu'en 1950, date à laquelle des infirmières laïques commencent à être recrutées.   
À partir des années 1960, la structure de l'hôpital évolue rapidement. En 1962, les installations médicales sont modernisées et un nouveau bloc opératoire est créé. En 1966, les bâtiments sont surélevés de deux étages en médecine et en chirurgie, permettant de doubler sa capacité d'accueil.  
Son statut évolue quant à lui à partir de 1985, année de sa transformation en établissement public. En 1995, l'hôpital pénitentiaire devient l'Établissement d'hospitalisation public national de Fresnes et acquiert le statut d'établissement public de santé, placé sous la double tutelle du ministère de la Justice, assurée par la direction de l'Administration pénitentiaire, et du ministère de la Santé, assurée par la direction générale de l'Offre de soins qui l'a déléguée à l'Agence régionale de santé d'Île-de-France le 1er janvier 2011. 

### Organisation
Compte tenu de sa double tutelle, l'EPSNF est dirigé par un directeur des services pénitentiaires dont l'adjoint est un directeur d'hôpital. Pour ses aspects pénitentiaires, il relève de la direction interrégionale des services pénitentiaires de Paris, pour ses aspects sanitaires, de l'ARS d'Île-de-France.  
Outre leur mission de garde et de réinsertion, les 125 personnels de surveillance de l'établissement assurent les mouvements quotidiens des patients détenus ainsi que la surveillance des activités de rééducation, en collaboration avec le personnel hospitalier.  
En 2010, le parcours des détenus arrivants à l'EPSNF est labellisé conforme aux Règles pénitentiaires européennes (RPE).

## Fonctionnement

### Hôpital
L'EPSNF est un établissement de santé unique en France puisqu'il accueille exclusivement des personnes détenues, qu'elles soient prévenues ou condamnées, hommes, femmes ou mineures, sans distinction de catégorie pénale. Il leur permet de bénéficier de soins hospitaliers en médecine et en chirurgie. Sa capacité d'accueil est de 80 lits d'hospitalisation et de 12 places d'hôpital de jour.
L'hôpital dispose de trois services d'hospitalisation en médecine générale, en médecine physique et de réadaptation et en soins de suite et de réadaptation polyvalents et à orientation infectieux. Il dispose également d'un service de consultations médicales, chirurgicales, paramédicales et exploratoires à destination des patients hospitalisés à l'EPSNF et des détenus orientés par les unités sanitaires des établissements franciliens. 
Le plateau technique de l'hôpital comprend un service d'imagerie médicale capable de réaliser des examens de tomodensitométrie (scanner), d'échographie, de radiologie conventionnelle numérisée et d'électroencéphalographie (EEG). Il comprend également une pharmacie hospitalière et un plateau de rééducation polyvalent en activité physique adaptée, orthophonie, ergothérapie, kinésithérapie et neuropsychologie. 

### Centre socio-médico-judiciaire de sûreté
L'EPSNF héberge par ailleurs le centre socio-médico-judiciaire de sûreté (CSMJS) qui accueille les personnes soumises à une rétention de sûreté. 